# Tunica (abbigliamento)

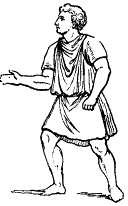
Un antico Romano che indossa una tunica.

La tunica è un indumento per il corpo, solitamente di stile semplice, che si estende dalle spalle fino a una lunghezza compresa tra i fianchi e le ginocchia. Il nome deriva dal latino tunica, l'indumento base indossato sia dagli uomini che dalle donne nell'antica Roma, che a sua volta era basato su indumenti greci che coprivano la vita di chi lo indossava. Il termine è probabilmente preso in prestito dalla parola semitica *kittan con metatesi; la parola chitone (dal greco antico: χιτών?, chitṑn) ha la stessa origine.
Utilizzato sia dai Vichinghi che dai Normanni, l'indumento continuò come indumento maschile generale fino al Medioevo, essendo ancora utilizzato in Norvegia fino al XVII secolo.
Una tunica famosa è quella che ha indossato Cristo prima della sua crocifissione e che, secondo il Vangelo di San Giovanni, i soldati romani preposti alla sorveglianza del patibolo si disputarono tirandola a sorte.

## La civiltà della valle dell'Indo
Le produzioni della civiltà della valle dell'Indo raffigurano sia donne che uomini che indossano un indumento simile a una tunica.
Un modello in terracotta chiamato signora del trono stellato raffigura due uomini in piedi che indossano un turbante e indossano quello che sembra essere un abito conico segnato da una fitta serie di sottili incisioni verticali che potrebbero suggerire un tessuto irrigidito; un disco d'oro simile nella Collezione al-Sabah del Museo Nazionale del Kuwait sembra provenire dalla civiltà della valle dell'Indo e raffigura uomini simili che indossano una tunica conica che tengono due tori per la coda sotto un fico delle pagode. Una statuetta della dea madre del Museo Nazionale di Nuova Delhi mostra una donna che indossa una tunica corta e attillata.

## Nel mondo celtico e germanico
Le tuniche indossate dai Celti furono documentate dallo storico greco Diodoro Siculo: indossavano tuniche dai colori vivaci e ricamate, con pantaloni detti braccae e mantelli fissati sulle spalle con una spilla, pesanti d'inverno, leggeri d'estate, con un disegno a strisce o a quadretti ravvicinati e in vari colori.
I vari popoli celtici e germanici che vivevano nelle zone più fredde del Medio e del Nord Europa indossarono tuniche a maniche lunghe fin dai tempi antichi, come testimoniano le testimonianze pittoriche; tali tuniche si trovano spesso raffigurate sui vari monumenti romani raffiguranti vittorie su questi popoli e mostrano la tunica come un semplice capo che arriva fino a metà coscia o alle ginocchia.
Tuniche simili furono infine adottate dai romani e continuarono ad essere utilizzate nel periodo bizantino.

## Nell'antica Roma
Veniva indossata sia da cittadini che da non-cittadini, ma i cittadini di solito la indossavano sotto la toga, soprattutto in occasioni formali. La presenza o assenza di strisce colorate, come pure lo spessore e gli ornamenti, permettevano di distinguere lo status nella società romana di chi la indossava.
Dopo la caduta dell'Impero romano d'Occidente si continuò ad indossare la tunica celto-germanica a maniche lunghe. La costruzione era più elaborata rispetto al precedente indumento greco-romano, con un collo aderente con uno spacco sul davanti per tirarlo sopra la testa, e un tassello sotto le braccia e inserito attorno alla metà inferiore per dare una gonna svasata.

### La tunica dei legionari romani
Sotto la corazza, il legionario romano indossava una tunica, di lana o lino. Diverse raffigurazioni artistiche e o testimonianze letterarie testimoniano l'uso di colorazioni diverse della tunica militare comprendendo anche il bianco, ma non ci sono elementi a sufficienza per pensare alla presenza di una regola o di una codifica.
In origine, la tunica indossata dai legionari romani consisteva semplicemente in due lunghi pezzi di stoffa rettangolari cuciti tra loro, con i buchi per la testa e le braccia lasciati semplicemente privi di cucitura; le tuniche più preziose erano tessute in un unico pezzo..
In seguito, venne di moda per le tuniche essere prodotte con le maniche e indossate insieme alle braccae.

### Tunica molesta
Usata nella pratica della tortura, veniva impregnata di sostanze infiammabili e avvolta intorno al corpo del condannato.

## Nella Chiesa Cattolica
Nella Chiesa cattolica, prima della soppressione degli ordini minori con il Concilio Vaticano II, la tunica o tunicella era il vestimento sacro dei suddiaconi; essa era una veste che veniva indossata sopra il camice e l'amitto nella celebrazione della messa e di altre azioni liturgiche. Essa era assolutamente indistinguibile rispetto alla dalmatica ad eccezione delle maniche e della banda singola orizzontale sia di fronte che sul retro, rispetto alla doppia banda della dalmatica.
Il Vescovo può indossarne una sotto la casula durante una messa pontificale.